# Cerro Duida
Le cerro Duida est un sommet qui culmine à 2 474 mètres d'altitude. Il est situé dans la municipalité d'Alto Orinoco dans l'État d'Amazonas au Venezuela.
Il est inclus dans le parc national Cerro Duida-Marahuaca et compte une importante faune et flore endémiques.